# 政治史
政治史（せいじし、英語：political history）とは、歴史学または政治学の一部門で、古今の政治を歴史的アプローチで研究する社会科学の一分野である。国内政治の政治的事実を取り扱い、理念的な面を扱う政治思想史や政治学の学問としての変遷を解き明かす政治学史、対外関係を扱う国際関係史、国際政治史及び外交史は政治史とは一線を画している。

## 概要
政治学が未発達で独立性が乏しかった時代には政治学と歴史学が密接でその区別が付けられていなかった。政治学とはいわゆる政治の歴史から理論を見出すものであり、歴史学と言えば国王や貴族・将軍らの動向を記した政治の歴史であった。イギリスの初期政治史家であるジョン・シーリーの「歴史は過去の政治であり、政治は現代の歴史である」がそれをよく示している。
日本では一般的には政治学の歴史的部門として取り扱われ、政治学科や法学部などで研究・教育が行われる。また、文学部史学科においても多くの分野が実際には政治史と称される内容であるが、その一方において近代政治史が取り上げられることは少なかった。一方、イギリスのオックスフォード大学・ケンブリッジ大学などでは政治史は歴史学部に属し、政治学部の範疇には含まれていない。これは日本の近代の政治・行政制度の多くが欧米からの移入であり、その理論の説明には政治史的な背景を知る必要があったのに対して、欧米においてはそうした背景が無かったこと、政治学科自体が元来、歴史学科に属していた政治研究分野のうち、非歴史的な部分が独立して成立したことが挙げられる。また、近代以前の歴史書の多くが支配階層に属していた人々によって書かれていたケースが多く、結果的に政治史的な記事が多くを占めることとなっていた。

## 政治史学の発達
政治史の成立は19世紀のドイツに遡ると言われている。当時のドイツでは統一国家樹立の動きが盛んになり、国家及び権力関係の研究に関する研究が積極的に行われた。その中でもレオポルト・フォン・ランケは、国家は個性的な生命原理を持つとともに個人や民族と緊密に結び合っていると考え、厳密な史料検証の上に宗教改革以後の各国の国家及び国民に主眼を置いた世界史の著作を著した。後世の政治史学は彼の研究手法を模範としたため、彼は近代歴史学の祖であるとともに政治史学の祖と考えられている。ランケの次にヨハン・グスタフ・ドロイゼンやハインリヒ・フォン・トライチュケ、ハインリヒ・フォン・ジーベルが現れてドイツ政治史の黄金時代を築いた。トライチケは「国家は力なり」とする国家論の観念からオットー・フォン・ビスマルクの統一政策やその後の対イギリス強硬政策を支持した。また、ランケの客観主義を批判したジーベルも小ドイツ主義の立場から中央党批判を唱えるなど、政治家や評論家としても影響を与えた。その後を受けたハンス・デルブリュックやフリードリヒ・マイネッケらによって史料批判の厳密さが追究されて政治史の専門科学化に貢献したが、その一方で歴史学の細分化を招き、斜陽の時代を迎える。マイネッケは現実を可視的事実のみならず、背後には理想追求などの精神的な要素を欠かせないと考え、国家生活における政治権力の研究を深めて政治史研究の再興に努めた。ナチス・ドイツによる圧迫を越えた後に戦後ドイツ政治学史の基礎を築いた。マイネッケの没後、ナチスの台頭を近代化後発国であった「ドイツ特有の道（特殊な道）」と捉えるか否かを巡って論争が発生した。
イギリスやアメリカでは、政治を人間の所為に還元させて考える立場から早くから政治家の伝記編纂が盛んであり、多角的な政治史研究が行われた。イギリスではイギリス帝国確立の歴史を論じたジョン・シーリー、イギリスの帝国主義に対する批判者としての立場から政治思想・外交の視点から政治史を論じたジョージ・グーチなどが知られ、アメリカではマルクス主義者ではないものの唯物主義の研究手法を取り入れてアメリカ合衆国憲法制定過程を研究したチャールズ・ビアードや第二次世界大戦後に政治史と社会科学との関係を重視する「ニュー・ポリティカル・ヒストリー」を唱えたサミュエル・ヘイズなどがいる。ただし、近年ではアナール学派の影響によって政治史をエリート・特権階級中心主義と批判する意見も出されており、庶民などの社会の末端と政治史がどう結びついてきたかという観点からの研究も進められている。
その一方において19世紀から高まってきたマルクス主義歴史学において、政治史は否定的にとらえられてきた。なぜならマルクス主義においては歴史には法則性があり、政治・国家は経済という土台の上部構造に過ぎず社会の発展は生産力と生産関係の解明によって全て説明できるため、経済史・社会経済史があれば政治史は不要であるという考え方である。ただし、上部構造論の定義・解釈には様々な見解があり、上部構造（政治・国家）の個々の要素の歴史研究は生産力と生産関係の解明には欠かせないとする立場から結果的にマルクス主義歴史学の立場から政治史学が行われることになった。更に社会主義革命と指導者の関係などの研究も行われている。日本においても昭和期において後発資本主義国としての日本の近代化過程の遅れと歪みに帝国主義・軍国主義化の原因を求める動きが活発化した。だが、高度経済成長以後も階級闘争史観に捉われた結果、人々の意識変容に対応できずベルリンの壁崩壊よって大打撃を蒙ることになる。
一方、日本においては政治学自体が天皇制絶対主義を擁護するための公法学・国家学の婢女でしかなく、しかも近代国家自体が外来の概念であったことから、これを補完するために政治史が重視された。しかも、当時の日本の歴史学は実質皇族・公家・武家を中心とした政治史学でありながら、その実証主義的な学術態度と明治維新を境とした国家体制の根本的な違いから、近代以後の政治史は扱われなかった（近代以後の政治史が積極的に取り上げられるのは第二次世界大戦後の明治憲法体制終焉後である）。日本の政治史の基礎を築いた人々――小野塚喜平次・吉野作造・岡義武・林茂・信夫清三郎などが政治学系統の人々であったこともそれと深く関係している。戦後には遠山茂樹・井上清に代表されるマルクス主義歴史学系の学者が活躍した時期もあったが、一方で政治過程分析のための政治学理論を生かして時間的継起と実態的構造の一元化を目指す「歴史政治学」を主張した篠原一の業績も高く評価されている。

## 内容
- 政体史（貴族共和政、民主共和政、君主政、立憲君主政、帝政、天皇制など）
- 王朝史
- 議会史
- 制度史

など。